# El Hierofante (Tarot)

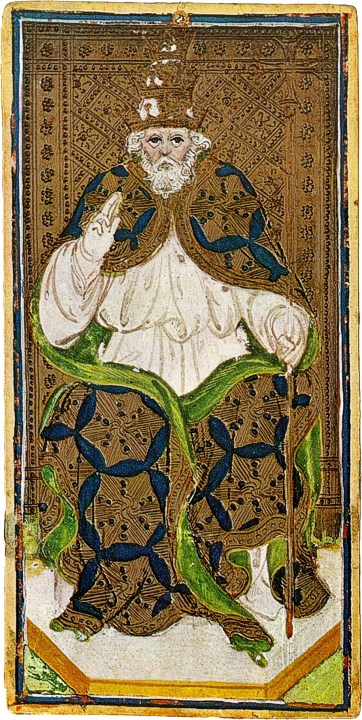
El Papa en el Tarot de Visconti Sforza

El Hierofante, El Papa o El Sumo Sacerdote es una carta del tarot, el arcano número 5 que, según el tarot, se asocia con los planetas, con el proceso de interacción y con el magnetismo.

## Descripción del arcano
La carta representa a un hombre que lleva una tiara en la cabeza y que a los lados tiene dos columnas, a la manera de otros arcanos mayores, pero sin un manto que cuelgue entre ellas (ver la Papisa). Parece estar contemplando, tal vez enseñando, a dos monjes. Los mantos respectivos tienen rosas rojas y flores blancas parecidas a los tulipanes. En su mano tiene el índice y el dedo cordial levantados y el resto cerrados, y en la otra sostiene un cetro. En algunos casos, aparece un cofre con dos llaves.

## Simbología
Según el tarot, a diferencia de El Mago, que es el maestro espiritual, y El Ermitaño, que es el chamán o asceta, esta carta, como su nombre indica, representa al sacerdote, es decir, al guía espiritual de la religión organizada, de la Iglesia, de las estructuras religiosas, como lo sería un rabino, un cura, un ulema, un lama o un venerable maestro.
El Hierofante es el mediador entre lo mundano y lo divino. Es un puente entre la iluminación interna y la vida externa. Representa todas las estructuras que defienden sistemas de creencias. El número 5 de esta carta simboliza la humanidad; por eso, este personaje del tarot tiene la función de hacer que la experiencia humana se manifieste de acuerdo con el código divino. Representa a una persona comprometida con lo que quiere, que sabe mantener su integridad a pesar de la crítica, capaz de iluminar a otros con su ejemplo y enseñanzas.
Las columnas de la carta representan las polaridades. Los dos personajes que están en el plano inferior de la carta representan el deseo y la razón.
La figura tiene manos de distinto color. La mano que sostiene su báculo es de color celeste o azul claro (como El Ermitaño del tarot de Marsella), lo cual simboliza la gran espiritualidad de este personaje. Actúa como un instrumento de la voluntad divina con este gesto. Por otro lado, su otra mano es de color carne, lo que nos recuerda que tiene el papel de mediador entre el cielo y la tierra. Además, sus dedos índice y corazón se unen, como referencia a la unión bendecida entre mente y corazón.

## Semejanzas con otras cartas del tarot
- La Sacerdotisa, El Carro, La Justicia, El Colgado - las dos columnas.

## Numerología
El cinco está asociado a la humanidad -la mano humana tiene cinco dedos, el cuerpo humano se divide en cuatro extremidades y la cabeza, el Pentáculo que representa la mente humana sobre las pasiones animales, etcétera.[cita requerida]

## Cultura popular y asociaciones simbólicas
Asociado generalmente con la religión y la jerarquía, en el tarot de El Señor de los Anillos es representado por Gandalf, y en el tarot vikingo, por Odín.
| Precedido por: IV. El Emperador | Arcanos mayores del Tarot | Sucedido por: VI. El Enamorado |